# Čovjek koji nije mogao šutjeti (2024.)
Čovjek koji nije mogao šutjeti (eng. The Man Who Could Not Remain Silent) hrvatski je kratki dramski film redatelja i scenarista Nebojše Slijepčevića objavljen 2024. godine. Radnja filma temeljena je na istinitome događaju otmice i zločina u Štrpcima 1993. godine, kada je srpska paravojna grupa Beli orlovi zaustavila vlak na stanici Štrpci na području Bosne i Hercegovine te iz vlaka izvukla 18 Bošnjaka i 1 Hrvata potom ih pobivši. Film je usredotočen na jedinog putnika koji nije bio Bošnjak, Tomu Buzova (Dragan Mićanović), Hrvata i umirovljenog časnika Jugoslavenske narodne armije, koji se suprostavio napadačima. Film je nastao u koprodukciji s Bugarskom, Francuskom i Slovenijom.
Film je premijerno prikazan 24. svibnja 2024. na Filmskome festivalu u Cannesu gdje je osvojio nagradu Zlatna palma za najbolji kratki film. Osvojio je i nagradu za najbolji kratki film na 37. dodjeli Europskih filmskih nagrada (EFA) u švicarskom Luzernu 7. prosinca 2024. Bio je na užem popisu kandidatura za Oscara te je 23. siječnja 2025. službeno nominiran i za Oscara u kategoriji najboljega kratkometražnoga igranog filma time postavši prvim hrvatskim filmom nominiranim za Oscara od samostalnosti. U kinodistribuciju u Hrvatskoj pušten je 16. siječnja 2025., dok televizijska premijera prikazala se 2. ožujka 2025. na Prvom programu HRT-a.

## Radnja
Film dramatizira otmicu i zločin u Štrpcima 27. veljače 1993. godine kada je paravojna postrojba Beli orlovi izvukla iz putničkog vlaka, koji je stao na stanici u Štrpcima (Bosna i Hercegovina), 18 bošnjačkih muslimana i 1 Hrvata ubila ih. U središtu je filma Hrvat Tomo Buzov, jedini nebošnjački putnik u vlaku, koji se pokušao suprotstaviti napadačima.

## Glumačka postava
- Goran Bogdan kao Dragan
- Alexis Manenti kao zapovjednik Belih Orlova
- Silvio Mumelaš kao Milan
- Dragan Mićanović kao Tomo Buzov
- Lara Nekić kao studentica
- Priska Ugrina kao unuka
- Dušan Gojić kao djed
- Nebojša Pop Tasić kao kondukter
- Martin Kuhar kao vojnik
- Jakov Zovko kao vojnik
- Mijo Pavelko kao putnik
- Robert Ugrina kao putnik
- Damir Markovina kao glasovi
- Antonio Nuić kao glasovi

## Glazba
U filmu se može čuti pjesma "Soba 23" izvođača Denis & Denis.

## Nagrade i priznanja
| Godina | Festival/Događanje                           | Nagrada                          | Kategorija                   | Izvor                |
| ------ | -------------------------------------------- | -------------------------------- | ---------------------------- | -------------------- |
| 2024.  | Filmski festival u Cannesu                   | Zlatna palma                     | Najbolji kratki film         |                      |
| 2024.  | Melbourne International Film Festival        | Grand Prix City of Melbourne     | Najbolji kratki film         |                      |
| 2024.  | AsterFest International Film                 | Aco Aleksov                      | Najbolji redatelj            |                      |
| 2024.  | FeKK – Ljubljana Short Film Festival         | Posebno priznanje                | Posebno priznanje            |                      |
| 2024.  | Festival slovenskega filma Portorož          | Posebno priznanje za kameru      | Posebno priznanje za kameru  |                      |
| 2024.  | Sulmona film festival                        | Ex Aequo                         | Najbolji glumac              |                      |
| 2024.  | Euro-Balkan Film Festival                    | Euro-Balkan Film Festival        | Najbolji kratki film         | [ 13 ]               |
| 2024.  | Bucharest Short Film Festival                |                                  | Najbolja fotografija         |                      |
| 2024.  | Dani hrvatskog filma                         | Najbolji scenarij                | Najbolji scenarij            | [ 14 ]               |
| 2024.  | Dani hrvatskog filma                         | Nagrada za etiku i ljudska prava |                              | [ 14 ]               |
| 2024.  | Dani hrvatskog filma                         | Ex Aequo                         | Najbolji glumac              | [ 14 ]               |
| 2024.  | International Short Film Festival Winterthur | Nagrada publike                  | Nagrada publike              | [ 15 ]               |
| 2024.  | Europska filmska akademija                   | Prix Vimeo                       | Europski kratkometražni film |                      |
| 2025.  | 97. dodjela Oscara                           | Nominacija                       | Kratkometražni igrani film   | [ 8 ] [ 16 ]         |
| 2025.  | César                                        | César                            | Kratki igrani film           | [ 17 ] [ 18 ] [ 19 ] |

## Festivali
| Festival                                                     | Mjesto                        | Datum prikazivanja  | Izvor  |
| ------------------------------------------------------------ | ----------------------------- | ------------------- | ------ |
| Filmski festival u Cannesu                                   | Cannes, Francuska             | 24. svibnja 2024.   |        |
| Festival Mediteranskog Filma                                 | Split, Hrvatska               | 18. lipnja 2024.    | [ 20 ] |
| Slano Film Days                                              | Dubrovnik, Hrvatska           | 20. lipnja 2024.    | [ 21 ] |
| Ponta Lopud                                                  | Lopud, Hrvatska               | 28. lipnja 2024.    | [ 22 ] |
| Tabor Film Festival                                          | Desinić, Hrvatska             | 6. srpnja 2024.     | [ 23 ] |
| Festival europskog filma                                     | Zagreb, Hrvatska              | 10. srpnja 2024.    | [ 24 ] |
| Curtas Vila do Conde                                         | Vila do Conde, Portugal       | 14. srpnja 2024.    | [ 25 ] |
| Pula Film Festival                                           | Pula, Hrvatska                | 17. srpnja 2024.    | [ 26 ] |
| Cinehill Film Festival                                       | Delnice, Hrvatska             | 24. srpnja 2024.    | [ 27 ] |
| Brač Film Festival                                           | Brač, Hrvatska                | 7. kolovoza 2024.   | [ 28 ] |
| Melbourne International Film Festival                        | Melbourne, Australija         | 16. kolovoza 2024.  | [ 29 ] |
| Sarajevski filmski festival                                  | Sarajevo, Bosna i Hercegovina | 21. kolovoza 2024.  | [ 30 ] |
| Rab Film Festival                                            | Rab (grad), Hrvatska          | 25. kolovoza 2024.  | [ 31 ] |
| Toronto International Film Festival                          | Toronto, Kanada               | 7. rujna 2024.      | [ 32 ] |
| Kaohsiung Film Festival                                      | Kaohsiung, Republika Kina     | 14. listopada 2024. | [ 33 ] |
| Specijalno prikazivanje                                      | Pariz, Francuska              | 4. studenoga 2024.  |        |
| Villeurbanne Short Film Festival                             | Villeurbanne, Francuska       | 15. studenoga 2024. |        |
| Geneva International Film and Forum Festival on Human Rights | Ženeva, Švicarska             | 12. ožujka 2025.    | [ 34 ] |
| Movies that Matter Festival                                  | Hag, Nizozemska               | 22. ožujka 2025.    | [ 35 ] |
| Festival du Cinéma Européen Lille                            | Lille, Francuska              | 29. ožujka 2025.    | [ 36 ] |
| Go Short                                                     | Nijmegen, Nizozemska          | 2. travnja 2025.    | [ 37 ] |
| Hong Kong International Film Festival                        | Hong Kong, NR Kina            | 16. travnja 2025.   | [ 38 ] |
| South East European Film Festival                            | Los Angeles, SAD              | 3. svibnja 2025.    | [ 39 ] |
| Krakow Film Festival                                         | Krakov, Poljska               | 25. svibnja 2025.   | [ 40 ] |

## Vanjske poveznice
- Službena stranica Antitalent produkcije
- Službena stranica Filmskog festivala u Cannesu
- Službena stranica themanwhocouldnotremainsilent.com
- Čovjek koji nije mogao šutjeti u internetskoj bazi filmova IMDb-a
- Čovjek koji nije mogao šutjeti u internetskom katalogu hrvatskih filmova HAVC-a